# Fonfría (Zamora)
Fonfría egy község Spanyolországban,  Zamora tartományban. Fonfría Alcañices, Rabanales, Samir de los Caños, Losacino, Videmala, Muelas del Pan, Pino del Oro, Villadepera, Villardiegua de la Ribera és Miranda do Douro községekkel határos. Lakosainak száma 763 fő (2024).

## Népesség
A település népessége az utóbbi években az alábbiak szerint változott:
| Lakosok száma | 1167 | 1070 | 1018 | 965  | 921  | 843  | 789  | 756  | 755  | 763  |
|               | 2001 | 2004 | 2007 | 2009 | 2012 | 2014 | 2017 | 2019 | 2022 | 2024 |